# Грас Вали
Грас Вали (на английски: Grass Valley) е град в окръг Невада, щата Калифорния, САЩ. Грас Вали е с население от 12 987 жители (по приблизителна оценка от 2017 г.) и обща площ от 10,6 km². Намира се на 735 m надморска височина. ЗИП кодовете му са 95945, 95949, а телефонният му код е 530.